# Ciudades japonesas designadas por decreto gubernamental
Una ciudad designada por decreto gubernamental (政令指定都市 seirei shitei toshi?), también conocida como ciudad designada (指定都市 shitei toshi?) o ciudad de decreto gubernamental (政令市 seirei shi?), es una ciudad que tiene una población de más de 500 000 habitantes y ha sido designada como tal por una orden del Gabinete de Japón bajo el artículo 252, sección 19 de la Ley de Autonomía Local.

## Descripción
A las ciudades designadas se les delega muchas de las funciones que normalmente realizan los gobiernos prefecturales en áreas como educación pública, bienestar social, sanidad, licencias de negocios y planificación urbana. Al gobierno de la ciudad generalmente se le delegan las funciones administrativas menores en cada área, mientras que el gobierno prefectural retiene la autoridad sobre decisiones importantes. Por ejemplo, farmacias minoristas y clínicas pequeñas pueden autorizarse por los gobiernos de las ciudades designadas, pero las grandes farmacias y los hospitales deben autorizarse por el gobierno de la prefectura.
Las ciudades designadas se dividen en barrios (区 ku?), cada uno de los cuales tiene una oficina de barrio que realiza funciones administrativas para el gobierno de la ciudad, como el koseki (registro familiar), el juminhyo (registro de domicilios) y la recolección de impuestos. En algunas ciudades las oficinas de barrio son responsables de otorgar permisos para los negocios, para construcción y otras actividades administrativas. La estructura y autoridad de los barrios está determinada por ordenanzas municipales.
Los 23 Barrios Especiales de Tokio no son parte de este sistema, ya que Tokio es una prefectura y sus barrios son ciudades independientes. Aunque los dos barrios más grandes de Tokio, Setagaya y Nerima, están lo suficientemente poblados para convertirse en ciudades designadas, no son consideradas ciudades por la Ley de Autonomía Local y por lo tanto no pueden ser designadas.
Ninguna ciudad que haya sido designada por decreto gubernamental ha perdido su estado como tal.

## Lista de ciudades designadas
La siguiente lista de ciudades designadas está ordenada por la fecha de su designación, que generalmente comienza a ser efectiva el 1 de abril para coincidir con el año fiscal japonés. Sin embargo, la primera designación de ciudades se hizo efectiva el 1 de septiembre de 1956.
| Bandera | Nombre     | Japonés  | Población (2010) | Fecha de designación    | Región            | Prefectura              | n.º de wards | Divisiones                       |
| ------- | ---------- | -------- | ---------------- | ----------------------- | ----------------- | ----------------------- | ------------ | -------------------------------- |
|         | Kōbe       | 神戸     | 1 544 873        | 1 de septiembre de 1956 | Región de Kansai  | Prefectura de Hyōgo     | 9            | Lista (en el artículo en inglés) |
|         | Kyoto      | 京都     | 1 474 473        | 1 de septiembre de 1956 | Región de Kansai  | Prefectura de Kioto     | 11           | Lista (en el artículo en inglés) |
|         | Nagoya     | 名古屋   | 2 263 907        | 1 de septiembre de 1956 | Región de Chūbu   | Prefectura de Aichi     | 16           | Lista (en el artículo en inglés) |
|         | Osaka      | 大阪     | 2 666 371        | 1 de septiembre de 1956 | Región de Kansai  | Prefectura de Osaka     | 24           | Lista (en el artículo en inglés) |
|         | Yokohama   | 横浜     | 3 689 603        | 1 de septiembre de 1956 | Región de Kantō   | Prefectura de Kanagawa  | 18           | Lista (en el artículo en inglés) |
|         | Kitakyushu | 北九州   | 977 288          | 1 de abril de 1963      | Kyushu            | Prefectura de Fukuoka   | 7            | Lista (en el artículo en inglés) |
|         | Fukuoka    | 福岡     | 1 463 826        | 1 de abril de 1972      | Kyushu            | Prefectura de Fukuoka   | 7            | Lista (en el artículo en inglés) |
|         | Kawasaki   | 川崎     | 1 425 678        | 1 de abril de 1972      | Región de Kantō   | Prefectura de Kanagawa  | 7            | Lista (en el artículo en inglés) |
|         | Sapporo    | 札幌     | 1 914 434        | 1 de abril de 1972      | Hokkaido          | Hokkaido                | 10           | Lista (en el artículo en inglés) |
|         | Hiroshima  | 広島     | 1 174 209        | 1 de abril de 1980      | Región de Chūgoku | Prefectura de Hiroshima | 8            | Lista (en el artículo en inglés) |
|         | Sendai     | 仙台     | 1 045 903        | 1 de abril de 1989      | Región de Tōhoku  | Prefectura de Miyagi    | 5            | Lista (en el artículo en inglés) |
|         | Chiba      | 千葉     | 962 130          | 1 de abril de 1992      | Región de Kantō   | Prefectura de Chiba     | 6            | Lista (en el artículo en inglés) |
|         | Saitama    | さいたま | 1 222 910        | 1 de abril de 2003      | Región de Kantō   | Prefectura de Saitama   | 10           | Lista (en el artículo en inglés) |
|         | Shizuoka   | 静岡     | 716 328          | 1 de abril de 2005      | Región de Chūbu   | Prefectura de Shizuoka  | 3            | Lista (en el artículo en inglés) |
|         | Sakai      | 堺       | 842 134          | 1 de abril de 2006      | Región de Kansai  | Prefectura de Osaka     | 7            | Lista (en el artículo en inglés) |
|         | Niigata    | 新潟     | 812 192          | 1 de abril de 2007      | Región de Chūbu   | Prefectura de Niigata   | 8            | Lista (en el artículo en inglés) |
|         | Hamamatsu  | 浜松     | 800 912          | 1 de abril de 2007      | Región de Chūbu   | Prefectura de Shizuoka  | 7            | Lista (en el artículo en inglés) |
|         | Okayama    | 岡山     | 709 622          | 1 de abril de 2009      | Región de Chūgoku | Prefectura de Okayama   | 4            | Lista (en el artículo en inglés) |
|         | Sagamihara | 相模原   | 717 561          | 1 de abril de 2010      | Región de Kantō   | Prefectura de Kanagawa  | 3            | Lista (en el artículo en inglés) |
|         | Kumamoto   | 熊本     | 731 286          | 1 de abril de 2012      | Kyushu            | Prefectura de Kumamoto  | 5            | Lista (en el artículo en inglés) |

## Historia
La primera forma del sistema de ciudad designada fue decretada bajo el primer sistema de gobierno local de Japón en 1978 con la aparición de los "barrios". Bajo este sistema, los barrios existen en cada ciudad: muchas ciudades tienen uno sólo, pero las ciudades más grandes de ese entonces (Tokio, Osaka y Kioto) estaban divididas en 15, 4 y 2 barrios, respectivamente.
El sistema municipal, decretado en 1889, reemplazó a las asambleas de barrio con asambleas de ciudad, pero mantuvo las asambleas de barrio en Tokio, Osaka y Kioto; en estas ciudades, la ciudad no tenía una asamblea propia y era gobernada por la asamblea prefectural. En 1898 se les permitió a estas tres ciudades formar asambleas de ciudad. Este sistema de barrios fue adoptado por otras tres ciudades, Nagoya (1908), Yokohama (1927) y Kōbe (1931), antes de la Segunda Guerra Mundial. Bajo un estatuto de 1911, a los barrios se les concedió personalidad corporativa y fueron tratados como entidades locales.
Después de la guerra, la Ley de Autonomía Local convirtió en ciudades especiales (特別市 tokubetsu shi?) a las cinco ciudades subdivididas (excluyendo a Tokio que se convirtió en prefectura en 1943). Este sistema fue reemplazado por el sistema de ciudad designada cuando la Ley de Autonomía Local fue enmendada en 1956.
Durante la posterior época de prosperidad económica de Japón, el gobierno impuso el requisito de que las ciudades debían alcanzar una población de un millón de personas en el futuro cercano. Este requisito se abolió en 2005 para permitir muchas ciudades geográficamente grandes formadas por uniones bajo el gobierno de Junichiro Koizumi.